# Synorthocladius semivirens
Synorthocladius semivirens är en tvåvingeart som först beskrevs av Jean-Jacques Kieffer 1909.  Synorthocladius semivirens ingår i släktet Synorthocladius och familjen fjädermyggor. Arten är reproducerande i Sverige. Inga underarter finns listade i Catalogue of Life.